# Alan Johnson
Alan Arthur Johnson (ur. 17 maja 1950 w Londynie) – brytyjski polityk, członek Partii Pracy, były minister spraw wewnętrznych Wielkiej Brytanii.
Pochodzi z rodziny robotniczej. Osierocony w bardzo młodym wieku, był przez większość dzieciństwa wychowywany przez starszą siostrę, z którą mieszkał w lokalu socjalnym. Zakończył formalną edukację w wieku 15 lat i podjął pracę fizyczną w Tesco, a następnie został listonoszem. Jako pracownik poczty zaangażował się w działalność związkową i od 1987 r. był etatowym działaczem Związku Pracowników Łączności. W 1993 stanął na czele struktur związkowych całej tej branży.
W 1997 r. został wybrany do Izby Gmin z okręgu Kingston upon Hull West and Hessle, choć ogłosił decyzję o kandydowaniu zaledwie 3 tygodnie przed wyborami, po nagłej rezygnacji dotychczasowego posła z tego okręgu. Od 1997 r. był prywatnym asystentem parlamentarnym Dawn Primarolo, finansowej sekretarz skarbu, a w 1999 r. sam został ministrem w resorcie handlu i przemysłu. W 2003 r. został przeniesiony do resortu edukacji, gdzie zajmował się sprawami szkolnictwa wyższego (choć sam nigdy nie podjął studiów).
We wrześniu 2004 r. został członkiem gabinetu jako minister pracy i emerytur, a w 2005 r. stanął na czele resortu przemysłu i handlu. W 2006 r. przeniósł się na stanowisko ministra edukacji. 28 czerwca 2007 r. nowy premier Gordon Brown postawił go na czele resortu zdrowia. Johnson startował również w wyborach na wiceprzewodniczącego partii, ale przegrał w decydującym głosowaniu z Harriet Harman niewielką różnicą głosów (uzyskał 49,56% głosów, a Harman 50,43%). 5 czerwca 2009 r. stanął na czele resortu spraw wewnętrznych. Stanowisko to utracił po przegranej w wyborach parlamentarnych w 2010 r.
Pierwszą żoną Johnsona była Judith Cox, którą poślubił w 1968 r. Miał z nią syna i dwie córki. Małżeństwo to zakończyło się rozwodem. Obecną żoną ministra jest Laura Jane Patient, którą poślubił 3 sierpnia 1991 r. Ma z nią jednego syna.